# 嶋田繁太郎
嶋田繁太郎（日语：嶋田繁太郎，1883年9月24日—1976年6月7日），日本海軍大將，二戰甲級戰犯。第二次世界大戰中任日本海軍大臣、军令部总长。

## 生平
嶋田繁太郎於1883年出生于日本東京。其父島田命周在德川幕府時期擔任神官。1904年，島田繁太郎從日本海軍兵學校第32期畢業，與山本五十六、吉田善吾等人同級。1905年，島田繁太郎在日本巡洋艦和泉號上服役，參加了日俄戰爭中的對馬海峽海戰。
1915年，嶋田繁太郎毕业于日本海軍大学校13期。12月13日升为海軍少佐。1923年任海军大学校教官。1928年出任日本海军巡洋舰多摩号、战列舰比叡号舰长。1929年晋衔海军少将。在日军入侵上海的一·二八事變中，嶋田担任第三舰队参谋长。1934年晋升为海軍中将。1935年任海軍軍令部次長。1937年任日本海军第2舰队司令长官。1938年任吴镇守府司令長官。1940年5月任中国方面舰队司令长官，11月晋衔为海軍大将。

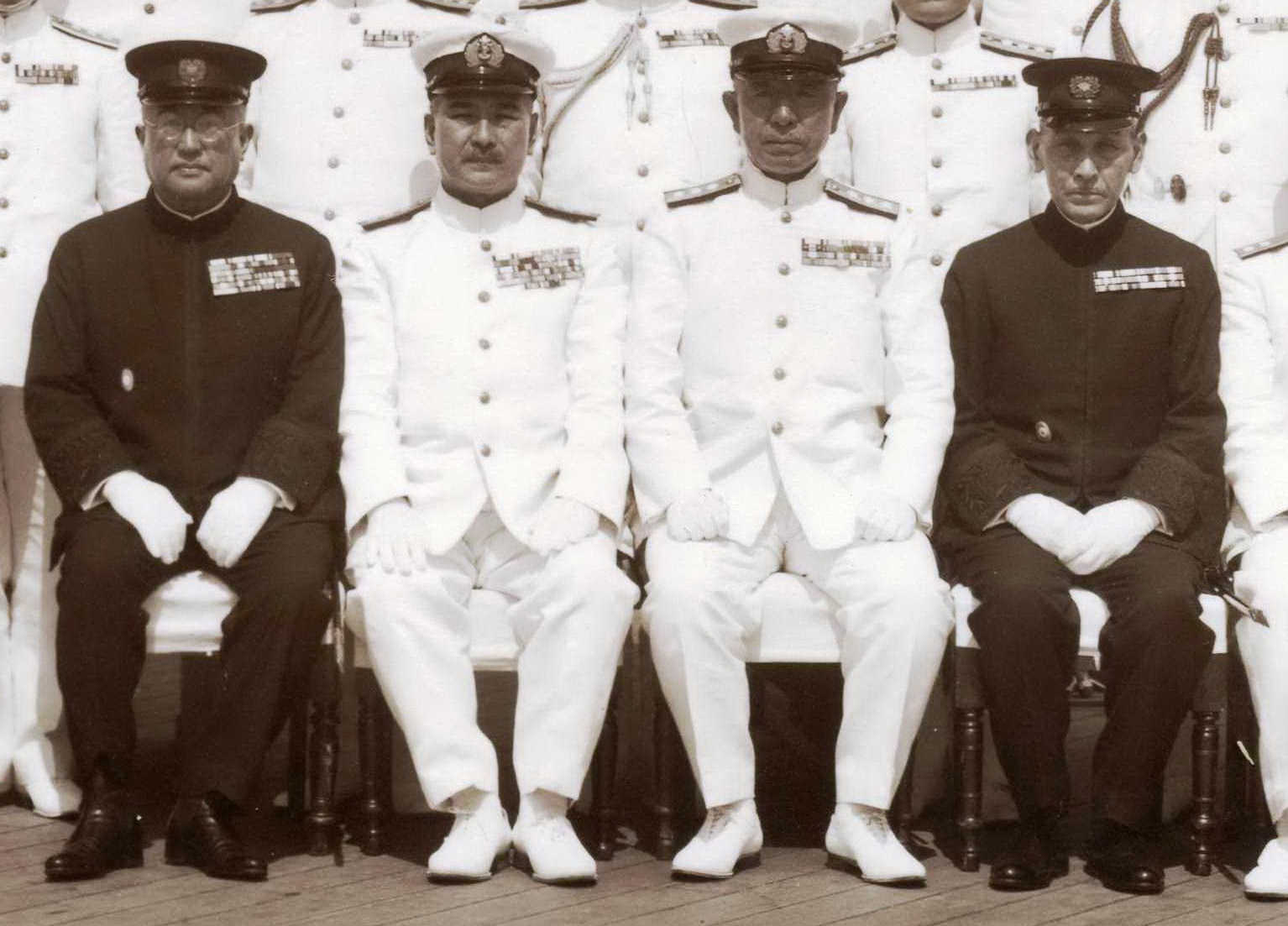
嶋田（左二）与联合舰队司令长官古贺峰一（左三）等人

1941年9月任横须贺镇守府司令長官。10月，嶋田繁太郎出任东条英机内阁的海军大臣。年底，日本海军偷袭珍珠港，发动太平洋战争。嶋田繁太郎因其坚定支持东条英机的立场，被日本海军界讥讽为“东条的副官”。美军发动楚克岛空袭后，1944年2月21日嶋田繁太郎接替永野修身出任日本军令部总长，统领日本海军。在1944年7月塞班岛战役失败后，东条内阁总辞职，嶋田繁太郎卸任，野村直邦出任海军大臣。本月，嶋田繁太郎成为美国《时代》杂志封面人物。8月初，辞去军令部总长，任军事参议官。1945年1月转预备役。
二战结束后，嶋田繁太郎作为战犯接受审判。1948年11月12日，嶋田繁太郎被远东国际军事法庭判处无期徒刑，列为甲级战犯。1955年假释后被赦免。1976年死去，享年92岁。

## 家庭
- 妻：島田ヨシ，陆军中将筑紫熊七之女。